# WWE Payback
Pour les articles homonymes, voir payback.
WWE Payback est un événement annuel de catch (lutte professionnelle) produit par la World Wrestling Entertainment (WWE), une fédération de catch américaine, qui est diffusé en direct et disponible en pay-per-view (PPV) ainsi que sur le WWE Network.  Il se déroule chaque année dans le courant du mois de mai ou juin. La première édition de cet événement a eu lieu le 16 juin 2013 dans le but de remplacer No Way Out.

## Historique dePayback
Pay-per-view exclusif à Raw
 Pay-per-view exclusif à SmackDown
| #                                                                             | Événement                       | Ville                     | Lieu              | Main event | Spectateurs   |
| ----------------------------------------------------------------------------- | ------------------------------- | ------------------------- | ----------------- | --- | ------------- |
| 1                                                                             | Payback (2013) 16 juin 2013     | Rosemont (Illinois)       | Allstate Arena    | John Cena (c) contre Ryback dans un Three Stages of Hell match pour le WWE Championship                                                                              | 14 623        |
| 2                                                                             | Payback (2014) 1er juin 2014    | Rosemont (Illinois)       | Allstate Arena    | The Shield (Dean Ambrose, Seth Rollins et Roman Reigns) contre Evolution (Triple H, Batista et Randy Orton) dans un No Holds Barred 6-Man Tag Team Elimination match | 13 311        |
| 3                                                                             | Payback (2015) 17 mai 2015      | Baltimore (Maryland)      | Royal Farms Arena | Seth Rollins (c) contre Roman Reigns contre Dean Ambrose contre Randy Orton dans un Fatal 4-Way match pour le WWE World Heavyweight Championship                     | 10 000        |
| 4                                                                             | Payback (2016) 1er mai 2016     | Rosemont (Illinois)       | Allstate Arena    | Roman Reigns (c) contre AJ Styles dans un Match simple pour le WWE World Heavyweight Championship                                                                    | 13 250        |
| 5                                                                             | Payback (2017) 30 avril 2017    | San José (Californie)     | SAP Center        | Roman Reigns contre Braun Strowman dans un Match simple | 13 684        |
| 6                                                                             | Payback (2020) 30 août 2020     | Orlando (Floride)         | Amway Center      | "The Fiend" Bray Wyatt (c) contre Braun Strowman contre Roman Reigns dans un No Holds Barred & Triple Threat match pour le WWE Universal Championship                | 0 (huis-clos) |
| 6                                                                             | Payback (2023) 2 septembre 2023 | Pittsburgh (Pennsylvanie) | PPG Paints Arena  | Seth "Freakin" Rollins (c) contre Shinsuke Nakamura pour le World Heavyweight Championship                                                                           | 14 584        |
| (c) – désigne le(s) champion(s) défendant son/leurs titre(s) pendant le match |                                 |                           |                   | |               |